# Триумф (фильм, 2000)
«Триумф» — российский фильм 2000 года, созданный режиссёром Олегом Погодиным и продюсером Александром Элиасбергом при участии композитора Максима Фадеева, оператора Владислава Опелянца и сценариста Евгения Фролова.

## Сюжет
Действие фильма происходит в маленьком провинциальном городке, где-то под Москвой. Главный герой фильма Андрей («Рыжий») занимается распространением синтетического наркотика, сходного по своему воздействию на человека с кокаином. Заниматься наркоторговлей он начал из-за долгов своего старшего брата, который попал в тюрьму.
«Рыжий» — не обычный подросток. Он честолюбив, саркастичен, желает «подмять» под себя всю наркоторговлю своего городка. Но для этого ему необходим передел рынка, а именно — вытеснение с рынка подростковой банды «Абреки», которые распространяют низкокачественные наркотики на окраинах города.
Сделать это в одиночку он не в силах, поэтому сходится с одной из подростковых банд «Рентгены», которую возглавляет «Кныш» (Артур Смольянинов).
В голове Андрея уже имеется план, как столкнуть между собой «Абреков» и «Рентгенов», а самому выйти сухим из воды. «Рыжий» достает оружие и прорабатывает план атаки, носящую устрашающий характер, которую успешно и осуществляют в составе «Рыжий», «Кныш», «Принцесса».
Но планы «Рыжего» нарушаются из-за того, что девушка Юля, к которой Андрей питает нежные чувства, отказывает ему и уходит к Карену — одному из «Абреков». Андрей, устраивая хитроумный план, «убирает» Карена руками «Рентгенов», но Юля не намерена ответить взаимностью на ухаживания Андрея и начинает мстить…

## История
В основу фильма лёг материал, отснятый режиссёром Владимиром Алениковым и оператором Максимом Осадчим для фильма «Война Принцессы». Однако из-за конфликта между продюсером Александром Элиасбергом и Алениковым работа над этим фильмом не была доведена до конца.
На основе снятого материала и собственных досъёмок другой режиссёр — Олег Погодин — создал свой фильм о мальчике-наркодельце, получивший название «Триумф». Фильм «Триумф» никогда не был приобретён ни телевидением, ни кинопрокатом.
Несмотря на то, что в титрах «Триумфа» Алеников указан как режиссёр, а также сценаристами названы Алеников и Родимин, оба они отрицают, что имеют какое-либо отношение к фильму «Триумф»; их фамилии в титрах присутствуют вопреки их желанию.
Я начал работу над фильмом «Война Принцессы», в котором был продюсером, автором и режиссёром, в конце 90-х годов. Но в результате разногласий, которые возникли между мной и инвестором, проект был заморожен. И пока я искал дополнительное финансирование и возможности продолжения работы, совершенно другим режиссёром (Олегом Погодиным — РИА Новости) с использованием моего материала был слеплен новый фильм «Триумф». Данный фильм никакого отношения ни к нашему с Родиминым сценарию, ни вообще к искусству не имеет, это чернушная, наполненная киноштампами история о подростке-наркодельце, но в нём, однако же, задействована добрая половина снятых мною и Осадчим кадров. Наши имена, моё и Родимина, стоят в титрах этой «поделки» вопреки нашему желанию и заявлениям.В. Алеников в интервью агентству РИА Новости.
В дальнейшем Алеников сумел выкупить права на свой фильм и материалы к нему и в 2013 году закончить «Войну Принцессы». Несмотря на то, что оба фильма частично основаны на одних и тех же киноматериалах, сюжет «Триумфа» резко отличается от поэтической драмы «Война Принцессы».

## Пересъёмка
Осуществить пересъемку фильма Аленикова было очень непросто т.к фильм был готов, но не вязался с сюжетной линией Погодина. Сам Погодин остался доволен проделанной работой. Пересъёмка обошлась в $250 000. Для режиссёра Олега Погодина это был дебют в большом кино.

## Премьера
Премьера прошла 15 марта 2001 года в кинотеатре Ударник. Перед началом сеанса группа Total дала концерт.
Владимир Алеников на премьере отсутствовал.

## Установка авторских прав
Во время круглого стола «ИК» на ММКФ Алеников заявил:
На нашей картине «Война принцессы» было два продюсера — я и мой партнер, о чем, собственно, и был заключен сопродюсерский договор.
Конфликт начался главным образом потому, что мой партнер стал все делать втайне, у меня за спиной. Ни мне, ни моему соавтору Денису Родимову не было предъявлено ни одной претензии — ни письменно, ни устно. Вдруг выяснилось, что на основе нашего сценария написан другой. Потом меня отправили в командировку в США на поиски денег для постпродакшн, а тем временем были приглашены люди, чтобы то ли доснять, то ли переснять нашу картину. Я думаю, эти люди заслуживают, чтобы их имена были названы — Олег Погодин и Евгений Фролов.

Я не обсуждаю здесь качество того, что они сделали. Я говорю о самой ситуации. Ведь главный конфликт у нас не с Фроловым и не с Погодиным, а с моим партнером: вправе ли он, ни о чем не договорившись со мной, чужими руками полностью изуродовать наш фильм? Я не говорю даже о том, что нашел деньги в Америке. Американское агентство «Филипп Моррис» предложило довольно крупную сумму на раскрутку картины, на рекламу и постпродакшн. Но все это было отвергнуто, человек тупо стоял на своем: «Нет, этого фильма не будет, будет другой». Наверное, наш конфликт может разрешить только суд, хотя вряд ли. Мы даже согласились на так называемую вторую версию — «Рыжий триумф» или как там она именуется. Пусть она выходит, но дайте нам за наши деньги доделать и наш фильм «Война принцессы» и выпустить его. Нет, ни в какую. Компромисс невозможен!Из утверждений В. Аленикова на круглом столе
В ответ на эти заявления сценарист Евгений Фролов высказал свое мнение:
В данном случае продюсер и режиссер изначально совершили ошибку. В силу того что они были друзьями, они не заключили формальный договор. Вероятно, на словах они о чем-то договаривались, но никаким контрактом это зафиксировано не было, и можно было предсказать со стопроцентной уверенностью, что это означало отложенный конфликт. Ибо нет ничего страшнее, чем деловые отношения, основанные на дружбе и не ограниченные рамками формального договора.
И все-таки один весьма важный юридический документ в этом деле существует: подписанный Владимиром Михайловичем договор, в котором сказано, что «исключительные права на переработку фильма, на его перемонтаж, а также на досъемку фильма приглашенными студией лицами без участия режиссера передаются студии…»
Далее, вне зависимости от качества получившейся картины произошло следующее: продюсер, вложивший деньги, оказался недоволен результатами работы режиссера.

Два месяца спустя продюсер обратился к Олегу Погодину, умоляя спасти картину. После долгих размышлений, посмотрев материал, мы согласились. Все, что могли, сделали. Я не вижу оснований для того, чтобы переводить конфликт в плоскость судебных разбирательств, обвинений в клевете и прочего.Из утверждений Е.Фролова на круглом столе

## Иск
Изначально Алеников не был против выхода «второй версии» своего фильма, но к 2013 году резко изменил свою позицию.
В августе 2013 года Алеников подал иск к «ВКонтакте» с требованием прекратить нарушение авторских прав и выплатить компенсацию в размере 1,5 миллиона рублей из-за размещения на сайте фильма «Триумф». Это было одно из первых заявлений по антипиратскому закону.
«Он (иск) касается только так называемого фильма „Триумф“ — весьма сомнительного качества произведения, где были попраны мои авторские права, использован отснятый мною материал, и где моя фамилия в титрах стоит вопреки моему желанию и заявлению. Мои адвокаты несколько раз обращались к этой компании с просьбами, на которые не было никакого отклика. Так что, в конечном счете, было принято решение действовать юридически, по закону. Я имею полное право препятствовать незаконному распространению фильма, из-за крайне низкого художественного качества которого страдает моя репутация. Я не хочу нести никакой ответственности за это творение», — говорится в открытом письме Аленикова.
В интервью РИА Новости режиссёр уточняет: «Сейчас я являюсь единственным правообладателем отснятых мною и Осадчим киноматериалов. И я не хочу, чтобы фильм „Триумф“, который наносит явный вред моей профессиональной репутации, и где мое имя стоит вопреки моему желанию, болтался в широком доступе в интернете. Он давно изъят из сети, остался только „ВКонтакте“. Мы неоднократно обращались в эту компанию с просьбой убрать это творение из широкого доступа, но ответа не получали, и, наконец, мои юристы предложили обратиться в суд. Подача нашего иска, которая готовилась около года, случайным образом совпала с выходом „антипиратского закона“».

## В ролях
| Актёр                | Роль              |
| -------------------- | ----------------- |
| Пётр Ульянов         | Андрей «Рыжий»    |
| Екатерина Черепухина | «Принцесса» (Юля) |
| Арам Геворкян        | Карен             |
| Анатолий Пономарёв   | «Кулёк»           |
| Артур Смольянинов    | «Кныш»            |
| Данила Большов       | «Князь»           |
| Владимир Козлов      | «Серый»           |
| Ляна Ильницкая       | Катька            |
| Людмила Аринина      | библиотекарь      |
| Сергей Бездушный     | «Домкрат»         |
| Наталья Ионова       | Тина              |

## Съёмочная группа
- Авторы сценария: Владимир Алеников, Денис Родимин, Олег Погодин, Евгений Фролов
- Режиссёры-постановщики: Владимир Алеников, Олег Погодин
- Операторы-постановщики: Максим Осадчий, Владислав Опельянц
- Художники-постановщики: Фёдор Савельев, Никита Мурзин
- Звукорежиссёр: Марина Нигматулина
- Монтажёр: Ольга Гриншпун
- Композитор: Максим Фадеев
- Художник-гримёр:
- Исполнительный продюсер:
- Продюсер: Александр Элиасберг

## The Red One: Triumph
The Red One: Triumph («Триумф») — студийный саундтрек-альбом российского автора-исполнителя и продюсера Максима Фадеева к этому фильму, выпущенный в 2001 году.

### Список композиций
1. «Even» (в исполнении «Oil Plant»)
2. «Кукла»
3. «Погнали»
4. «От винта»
5. «Алая талая» (Remix Triplex)
6. «Война»
7. «Выкрашу тебя в свой цвет»
8. «Я не верю твоим глазам» (Original version)
9. «Молекула»
10. «Алая талая» (Original version)
11. «Я не верю твоим глазам» (Remix DJ KoK)
12. «Я смотрела вперёд»
13. «Лети за мной»

## Факты
- Клип на заглавную песню с OST «Триумф» — «Лети за мной», составленный из нарезки кадров из фильма, а также специально отснятого материала, попадал в жесткую ротацию на канале MTV Россия в 2001 году.
- Перевод на английский язык сделан в очень свободной манере с использованием жаргонных слов, а также с переводом имен личных — например, главный герой «Рыжий» переведен как «Red» или Пушкин переведён как Michael Jackson.
- Фильм известен под названиями «Триумф», «Дневник Рыжего», «Triumph: The Red One».
- В начале съёмок фильма на роль принцессы планировали поставить Наталью Ионову, но по стечению обстоятельств ей дали второстепенную роль.

## Награды
- Фильм был отправлен в 2001 году на кинофестиваль Golden Precolumbian Circle (в Боготе, Республика Колумбия), но приз не получил.
- Приз газеты «Трибуна» на международном кинофестивале «Сталкер» в Москве в 2000 году.
- Приз в категории «Самый увлекательный фильм» на международном кинофестивале «Артек» в 2001 году.
- Приз за лучшую мужскую роль Петру Ульянову, диплом «За правдивое изображение суровой действительности нашего времени» на Всероссийском фестивале визуальных искусств «Орлёнок» в 2001 году.